# Raphaël Gay
Pour les articles homonymes, voir Gay.
Raphaël Gay est un coureur cycliste français, né le 6 novembre 1995 à Guéret (Creuse).

## Biographie
Raphaël était inscrit au collège Jules Marouzeau à Guéret (Creuse), il était dans la section sportive VTT de la 4ème à la 3ème. Il a ensuite intégré le pôle espoir cyclisme du Limousin durant ses trois années lycéennes.

## Palmarès en VTT

### Championnats du monde
- Pietermaritzburg 2013
  -  Médaillé d'argent du relais mixte

### Championnats de France
- 2013
  -  Champion de France du cross-country juniors

## Palmarès en cyclo-cross
- 2009-2010
  - 3e du championnat du Limousin de cyclo-cross cadets
- 2010-2011
  - 2e du championnat de France de cyclo-cross cadets
  - 2e du championnat du Limousin de cyclo-cross cadets
- 2011-2012
  - Champion du Limousin de cyclo-cross juniors
- 2013-2014
  - 2e du championnat du Limousin de cyclo-cross espoirs
- 2014-2015
  - 3e du championnat du Limousin de cyclo-cross espoirs
  - 3e du championnat du Limousin de cyclo-cross
- 2016-2017
  - 3e du championnat du Limousin de cyclo-cross espoirs

## Palmarès sur route
- 2010
  - 2e du championnat du Limousin sur route cadets